# Marc Tul·li Dècula
Marc Tul·li Dècula (en llatí: Marcus Tullius Decula) va ser un magistrat romà del segle i aC. Formava part de la gens Túl·lia, una gens romana de gran antiguitat.
Va ser cònsol l'any 81 aC juntament amb Corneli Dolabel·la, durant la dictadura de Sul·la. Però els cònsols d'aquell any només eren nominals, puix que tot el poder el tenia Sul·la.